# خمسة أيام في باريس
خمسة أيام في باريس هي إحدى روايات الروائية الأمريكية دانيال ستيل (بالإنجليزية Five Days in Paris) ووهي من الروايات الرومانسية.

## نبذة قصيرة
تدور أحداث الرواية عن عالم كبير من علماء تطوير الدواء يذهب إلى باريس لمتابعة أكبر مشاريعه ويلتقي هناك بامرأة تختلف عن عالمه تماما وتتغير حياتهما تماما بعد لقاء خمسة أيام فقط في باريس.